# Prix Gémeaux de la meilleure réalisation pour un spécial ou une série humoristique
Le prix Gémeaux de la meilleure réalisation pour un spécial ou une série humoristique est une récompense télévisuelle remise par l'Académie canadienne du cinéma et de la télévision entre 1989 et 2002.

## Palmarès
- 1989 - Michel Poulette, Monique Turcotte, Rock et Belles Oreilles
- 1990 - Claude Maher, Bye Bye 89
- 1991 - Claude Maher, Bye Bye 90
- 1992 - Claude Maher, Bye Bye 91
- 1993 - François Dunn, Sylvestre Guidi, Jacques Payette, Taquinons la planète
- 1994 - Pierre Séguin, La Petite Vie
- 1995 - Pierre Séguin, La Petite Vie
- 1996 - Stéphane Laporte, Jean-Jacques Sheitoyan, Toute ressemblance avec des personnes connues est ben de valeur pour eux autres!
- 1997 - Josée Fortier, Pierre Séguin, La Petite Vie
- 1998 - Guy A. Lepage, Sylvain Roy, Un gars, une fille
- 1999 - Guy A. Lepage, Sylvain Roy, Un gars, une fille
- 2000 - Guy A. Lepage, Sylvain Roy, Un gars, une fille
- 2001 - Guy A. Lepage, Sylvain Roy, Un gars, une fille
- 2002 - Patrick Boivin, Phylactère Cola